# NRP António Enes (F471)
O NRP António Enes (número de amura F-471) é uma corveta da classe João Coutinho que entrou ao serviço na Marinha Portuguesa a 18 de Junho de 1971. Foi  baptizada em homenagem a António José Enes (1848-1901), antigo comissário régio em Moçambique. O navio desempenhou várias missões em África nas ex-possessões portuguesas de Moçambique, Angola, Guiné e Cabo Verde. Após a Guerra Colonial Portuguesa foi progressivamente atribuída alternadamente a missões de vigilância, busca e salvamento e fiscalização das águas territóriais e ZEE.

## História
- A 1971-06-18 o navio entrou ao serviço da Marinha portuguesa.[1]
- A 1987-03-10, aquando da passagem do António Enes pela ilha do Faial nos Açores, ocorreu uma explosão na casa da máquina do leme, tendo provocado 6 mortos e 11 feridos.[2][3]

- A 2013-08-09 foi anunciado que o estado português gastou 8,1 milhões de euros a reparar a NRP António Enes.[1]

- A 18-02-2025 ao atracar nos Açores, no porto da Praia da Vitória, na ilha Terceira, sofreu um incidente embate do no cais devido ao forte vento.   https://www.marinha.pt/pt/media-center/Noticias/Paginas/A-Marinha-informa__.aspx